# Корицкая, Дина Юрьевна
Ди́на Ю́рьевна Кори́цкая (род. 27 февраля 1975, Краснодар) — российская легкоатлетка, специалистка по многоборьям. Выступала за сборную России по лёгкой атлетике в 1994—2005 годах, победительница Кубка Европы в командном зачёте, чемпионка и призёрка первенств национального значения, участница летних Олимпийских игр в Сиднее. Представляла Краснодарский край. Мастер спорта России международного класса.

## Биография
Дина Корицкая родилась 27 февраля 1975 года в Краснодаре.
Занималась лёгкой атлетикой под руководством тренера С. А. Чернова. Выступала за физкультурно-спортивное объединение «Юность России» и Российскую армию (Краснодар). Окончила Краснодарский государственный институт физической культуры.
Впервые заявила о себе на международном уровне в сезоне 1994 года, когда вошла в состав российской национальной сборной и выступила на юниорском мировом первенстве в Лиссабоне, где в программе семиборья заняла четвёртое место.
В 1997 году в семиборье выиграла бронзовые медали на открытом чемпионате России по многоборьям в Краснодаре и на молодёжном европейском первенстве в Турку.
В 1998 году в пятиборье взяла бронзу на зимнем чемпионате России в Липецке. В семиборье успешно выступила на Кубке Европы в Таллине, где стала восьмой в личном зачёте и помогла своим соотечественницам выиграть женский командный зачёт. Позже одержала победу на летнем чемпионате России в Туле, отметилась выступлением на чемпионате Европы в Будапеште.
В 2000 году на зимнем чемпионате России в Челябинске завоевала золотую медаль и установила свой личный рекорд в пятиборье (4665), показав при этом лучший результат мирового сезона. В семиборье с российской командой победила в командном зачёте Кубка Европы в Оулу, с личным рекордом (6401) была третьей на летнем чемпионате России в Туле. Благодаря череде удачных выступлений удостоилась права защищать честь страны на Олимпийских играх в Сиднее — набрала здесь 5975 очков, расположившись в итоговом протоколе соревнований на пятнадцатой строке.
В 2005 году представляла страну на Кубке Европы в Быдгоще, где стала третьей в личном и командном первенствах.
Впоследствии оставалась действующей спортсменкой вплоть до 2008 года, продолжая принимать участие в различных всероссийских соревнованиях.
За выдающиеся спортивные результаты удостоена почётного звания «Мастер спорта России международного класса».
Завершив спортивную карьеру, работала инструктором по физической культуре в Детском саду № 50 в Санкт-Петербурге.